# 비로리
비로리(Birori, 사르데냐어: Bìroro)는 이탈리아의 사르데냐 주 누오로도에 있는 코무네이다. 칼리아리에서 북쪽으로 약 142 킬로미터 (88 mi), 누오로에서 서쪽으로 약 50 킬로미터 (31 mi) 떨어져 있다. 2004년 12월 31일 기준으로 인구는 586명이며 면적은 17.4 제곱킬로미터 (6.7 mi2)이다.
비로리는 다음 코무네와 접한다: 보로레, 보르티갈리, 두알키, 마코메르.

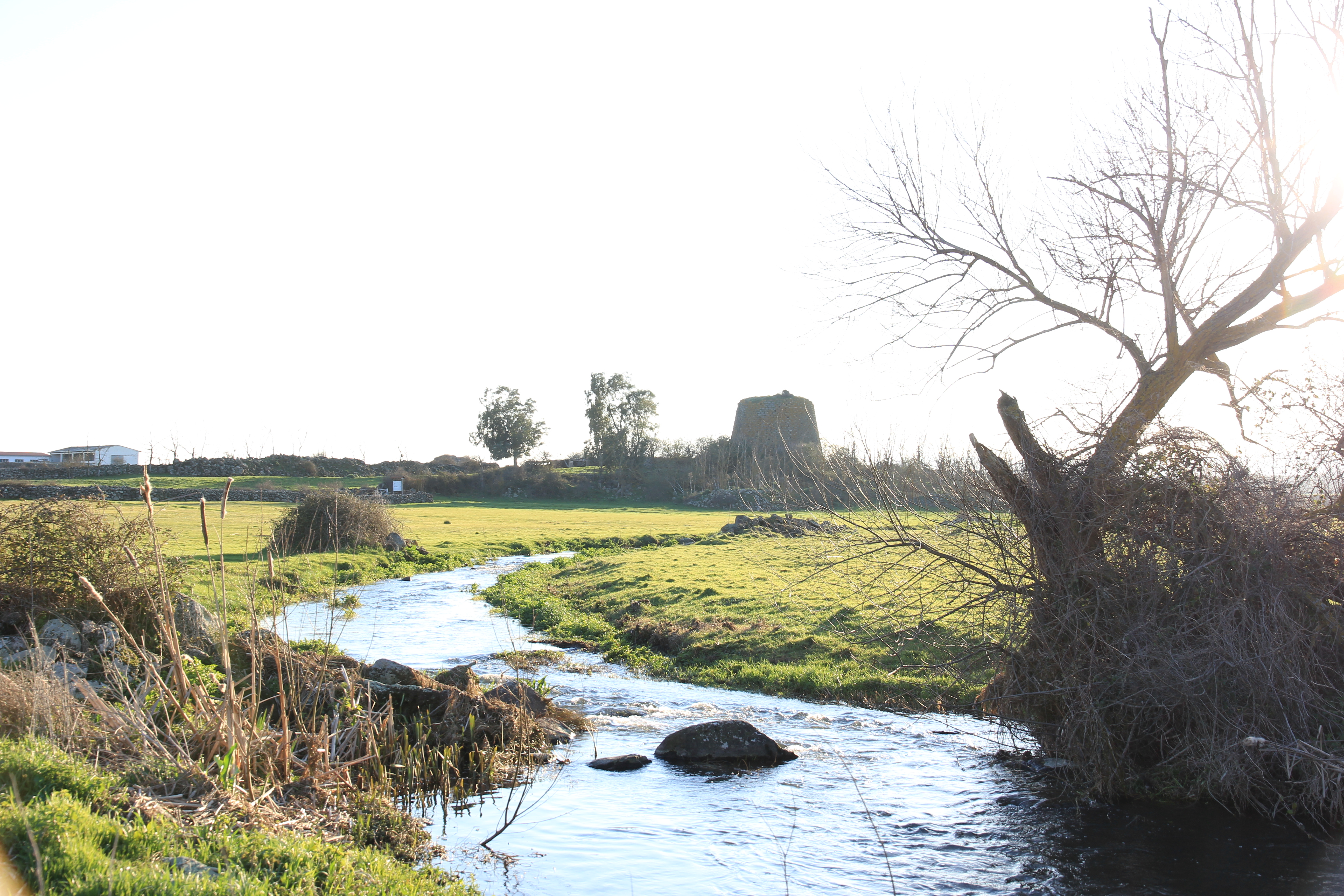
누라게 소롤로